# (27991) Koheijimiura
(27991) Koheijimiura est un astéroïde de la ceinture principale.

## Description
(27991) Koheijimiura est un astéroïde de la ceinture principale. Il fut découvert le 6 novembre 1997 à Chichibu par Naoto Satō. Il présente une orbite caractérisée par un demi-grand axe de 2,93 UA, une excentricité de 0,12 et une inclinaison de 0,8° par rapport à l'écliptique.

## Compléments